# Winston Gordon
Winston Gordon [Vinstn Gordn], (* 9. listopad 1976 Londýn, Spojené království) je bývalý reprezentant Spojeného království v judu.

## Sportovní kariéra
Tento britský zápasník judo tmavé pleti patřil celou svojí kariéru za příslušníka širší evropské špičky schopného zaskočit favorita. V jeho velké škodě se nikdy nenaučil pořádně techniku juda a vše doháněl přirozenou fyzickou zdatností (síla, kondice).
Jeho životním turnajem byly olympijské hry v Athénách v roce 2004. Los mu do prvních dvou kol nepřidělil hvězdná jména střední váhové kategorie a ve čtvrtfinále tak svedl souboj s Brazilcem Hunuratem. Svým fyzickým pojetím boje ho dokázal ubránit. Navíc se podařilo dvakrát skórovat na koku a to rozhodlo. V semifinále se utkal s Gruzíncem Zviadaurim. Celý zápas byl v hlubokém předklonu a byl napomínán za bránění v úchopu. Byl si vědom toho, že jakmile ho Gruzínec chytí je konec. K jeho dobru je nutno říct, že jako jediný v turnaji dokázal Zviadauriho nachytat technikou sutemi-waza na juko. To byla však jediná akce, o kterou se pokusil. V polovině zápasu prohrával na wazari za tři napomínání. Minutu před koncem došla rozhodčím trpělivost a udělili mu hansoku-make za úmyslné vyšlápnutí ze zápasnické plochy. V boji o třetí místo se utkal s nikým menším než Nizozemcem Hajzinchou. Začátkem druhé minuty ho Nizozemec strhnul technikou ura-nage na ippon. Získal 5. místo.
Na olympijské hry v Pekingu v roce 2008 se kvalifikoval 7. místem na mistrovství světa. Na turnaji prohrál v prvním kole s Uzbekem Nabijevem.
Kariéru si prodloužil až do roku 2012, kdy se konaly olympijské hry v jeho rodném městě a zemi. O kvalifikaci se jako domácí bát nemusel. Na turnaji předvedl své maximum a to výhru v prvním kole nad Kanaďanem Émondem. Užil si chvíli slávy před domácím publikem. Ve druhém kole již cesta přes Rusa Děnisova nevedla. Po turnaji ukončil sportovní kariéru.

## Výsledky
| Turnaj             | 1994 | 1995 | 1996 | 1997 | 1998 | 1999 | 2000 | 2001 | 2002 | 2003 | 2004 | 2005 | 2006 | 2007 | 2008 | 2009 | 2010 | 2011 | 2012 |
| ------------------ | ---- | ---- | ---- | ---- | ---- | ---- | ---- | ---- | ---- | ---- | ---- | ---- | ---- | ---- | ---- | ---- | ---- | ---- | ---- |
| Olympijské hry     | –    | –    | dns  | –    | –    | –    | dns  | –    | –    | –    | 5.   | –    | –    | –    | úč.  | –    | –    | –    | úč.  |
| Mistrovství světa  | –    | dns  | –    | dns  | –    | dns  | –    | úč.  | –    | úč.  | –    | úč.  | –    | 7.   | –    | úč.  | úč.  | úč.  | -    |
| Mistrovství Evropy | dns  | dns  | dns  | dns  | 7.   | 7.   | úč.  | dns  | 5.   | dns  | úč.  | dns  | 3.   | úč.  | úč.  | dns  | dns  | úč.  | úč.  |
| MS juniorů         | –    | úč.  | –    | –    | –    | –    | –    | –    | –    | –    | –    | –    | –    | –    | –    | –    | –    | –    | -    |
| ME juniorů         | 7.   | úč.  | 3.   | –    | –    | –    | –    | –    | –    | –    | –    | –    | –    | –    | –    | –    | –    | –    | -    |